# Helmut Keipert
Helmut Keipert (* 19. November 1941 in Greiz) ist ein deutscher Slawist und Sprachwissenschaftler. Er ist emeritierter Professor für Slawische Philologie und war einer der Direktoren des Slavistischen Seminars der Universität Bonn.

## Leben
Helmut Keipert wurde in Greiz in Thüringen als Sohn der Gynäkologin Dr. Charlotte Keipert-Umbreit und des Oberstudienrats Dr. Hans Keipert geboren. Nach Schulbesuch in Greiz und ab 1957 in Moers studierte er ab 1961 Slawische Philologie und Latinistik sowie Allgemeine und vergleichende Sprachwissenschaft an der Universität Bonn; das Sommersemester 1963 verbrachte er an der Universität Marburg, wo er Vorlesungen u. a. bei Herbert Bräuer besuchte. Mit einer von Margarete Woltner betreuten Dissertation wurde er 1967 in Bonn promoviert, legte 1968 das Erste Staatsexamen für das Lehramt ab und wurde 1974 ebenfalls in Bonn habilitiert. Sowohl Keiperts akademische Lehrerin Margarete Woltner als auch Herbert Bräuer waren Schüler Max Vasmers.
Von 1967 bis 1977 war Keipert wissenschaftlicher Assistent bei Miroslav Kravar (dem Nachfolger Woltners nach deren Emeritierung) am Slavistischen Seminar der Universität Bonn, 1977 wurde er dort Professor und blieb auf dieser Position, bis er 2007 in den Ruhestand ging. Von 1990 bis 1992 war er Dekan der Philosophischen Fakultät. Er hat elf Dissertationen und eine Habilitation betreut.
Von 1984 bis 1992 war Helmut Keipert als Fachgutachter für die Deutsche Forschungsgemeinschaft und von 1995 bis 2004 als Mitglied im Zentralausschuss der Alexander-von-Humboldt-Stiftung tätig. Seit 1997 ist er korrespondierendes Mitglied der Akademie der Wissenschaften zu Göttingen und seit 2001 der Bayerischen Akademie der Wissenschaften.
Von 1990 bis 2012 war Helmut Keipert Mitherausgeber der Zeitschrift für slavische Philologie. Seit der Gründung der Zeitschrift Русский язык в научном освещении (englischer Titel: Russian Language and Linguistic Theory) im Jahr 2001 ist er Mitglied in deren Redaktionskollegium.
2011 verlieh das Institut für russische Sprache der Russischen Akademie der Wissenschaften Helmut Keipert die Ehrendoktorwürde.

## Werk
Helmut Keipert hat zu fast allen slawischen Sprachen und auch vergleichend zu nichtslawischen Sprachen gearbeitet. Im Mittelpunkt seines Forschungsinteresses steht dabei die Entstehung und Entwicklung von Standardsprachen, und hier besonders deren Kodifizierung in Grammatiken, Wörterbüchern und auch Gesprächsbüchern, deren funktionaler Ausbau und deren Wortschatzerweiterung durch Übersetzungen. So wendet Keipert z. B. in seiner „Geschichte der russischen Literatursprache“ (1984, 2. Aufl. 1999) einen letztlich auf Alexander Issatschenko bzw. Nikolai Trubetzkoy aufbauenden funktionalistischen Ansatz an, indem er den Prozess der Standardisierung einer Sprache als graduellen Erwerb der vom Prager Linguistenkreis erarbeiteten vier Merkmale einer Standardsprache beschreibt: Polyvalenz, stilistische Differenzierung, Kodifizierung und Allgemeinverbindlichkeit. In diesem Kontext zeichnet er exemplarisch nach, wie das Russische im Laufe der Jahrhunderte in immer mehr Funktionsbereichen benutzt wurde und so immer polyvalenter wurde. Dieser Ansatz stellt gegenüber den bisherigen Modellen zur Beschreibung der Sprachgeschichte, die sich vor allem an der Ausbildung entweder einer Norm oder eines ‚hohen‘ Stils orientierten, eine anregende Alternative dar.
Viel publiziert hat Keipert zur russischen Grammatikschreibung vor Lomonossows berühmter Grammatik von 1755. In seinen Arbeiten hat er gezeigt, wie viele grammatische Konzeptionen schon früher (z. B. durch Glück, Paus, Schwanwitz oder Adodurow) namentlich an der Akademie der Wissenschaften in Sankt Petersburg entwickelt und auf diesem Weg auch aus Westeuropa übernommen wurden.
Besonders intensiv seit Beginn des 21. Jahrhunderts befasst Keipert sich mit der Ausbildung der serbischen und kroatischen Schriftsprache, wobei er zahlreiche Verflechtungen zwischen den beiden Traditionen (z. B. durch die wechselseitige Übernahme von Texten) und Übersetzungen aus dem deutschsprachigen Raum nachweist.
Daneben hat sich Keipert viel mit Wanderungen und Wandlungen von Wörtern, Begriffen, Texten und Wortbildungsmustern beschäftigt, so etwa in seiner Habilitationsschrift über die Adjektive auf ‑telʹn‑ mit der Übernahme eines kirchenslawisch-griechischen Wortbildungsmusters zur Ausbildung eines vor allem im Russischen (und durch dessen Vermittlung auch in anderen slawischen Sprachen übernommenen) spezifisch schriftsprachlichen Ausdrucksmittels.

## Ausgewählte Schriften
- Beiträge zur Textgeschichte und Nominalmorphologie des „Vremennik Ivana Timofeeva“. (Phil. Diss.) Bonn 1968.
- Die Adjektive auf -telьnъ. Studien zu einem kirchenslavischen Wortbildungstyp. 2 Bde. Wiesbaden 1977/1985.

- Geschichte der russischen Literatursprache, in: Handbuch des Russisten, Hg. Helmut Jachnow, Wiesbaden 1984, 444–481; 2. Aufl.: Handbuch der sprachwissenschaftlichen Russistik und ihrer Grenzdisziplinen, Hg. Helmut Jachnow, Wiesbaden 1999, 726–779.
- Die Christianisierung Rußlands als Gegenstand der russischen Sprachgeschichte, in: Tausend Jahre Christentum in Rußland. Zum Millennium der Taufe der Kiever Rus’, Hg. K. Chr. Felmy, G. Kretschmar, F. von Lilienfeld, C.-J. Roepke. Göttingen 1988, 313–346. [Russische Übersetzung: Крещение Руси и история русского литературного языка, Вопросы языкознания 1991(5), 86–112.]
- J. E. Glück, Grammatik der russischen Sprache (1704). Hrsg. und mit einer Einleitung versehen von H. Keipert, B. Uspenskij und V. Živov. Köln, Weimar, Wien 1994.
- Die knigi cerkovnye in Lomonosovs „Predislovie o pol’ze knig cerkovnych v rossijskom jazyke“, Zeitschrift für slavische Philologie 54(1) (1994), 21–37. [Russische Übersetzung: Церковные книги в «Предисловии о пользе книг церковных в российском языке» М. В. Ломоносова, Русистика сегодня 1995(4), 31–46.]
- Pope, Popovskij und die Popen. Zur Entstehungsgeschichte der russischen Übersetzung des „Essay on Man“ (1754–57). Göttingen 2001.

- „Rozmova/Besěda“: Das Gesprächsbuch Slav. № 7 der Bibliothèque nationale de France. Zeitschrift für slavische Philologie 60,1 (2001), 9–40.
- Compendium Grammaticae Russicae (herausgegeben in Verbindung mit Andrea Huterer), München 2002.
- Das „Sprache“-Kapitel in August Ludwig Schlözers „Nestor“ und die Grundlegung der historisch-vergleichenden Methode für die slavische Sprachwissenschaft. Mit einem Anhang: Josef Dobrovskýs „Slavin“-Artikel „Über die Altslawonische Sprache nach Schlözer“ und dessen russische Übersetzung von Aleksandr Chr. Vostokov. Herausgegeben von H. Keipert und M. Šm. Fajnštejn. Göttingen 2006.

- Die Pallas-Redaktion der Petersburger Vocabularia comparativa und ihre Bedeutung für die Entwicklung der slavischen Sprachwissenschaft. Historiographia Linguistica 40,1–2 (2013), 128–149.
- Kirchenslavisch-Begriffe, in: Die slavischen Sprachen: Ein internationales Handbuch zu ihrer Struktur, ihrer Geschichte und ihrer Erforschung, Hg. Karl Gutschmidt, Sebastian Kempgen, Tilman Berger und Peter Kosta, Bd. 2, Berlin 2014, 1211–1252. [Russische Übersetzung: Церковнославянский язык: Круг понятий, Словѣне 6.1 (2017), 8–75.]
- Obzori preporoda: Kroatističke rasprave, Hg. Tomislav Bogdan & Davor Dukić, Zagreb 2014 [eine Sammlung von Keiperts kroatistischen Aufsätzen in kroatischer Übersetzung].